# Life Is Peachy
Life Is Peachy je drugi studijski album nu metal sastava Korn. Izdan je 1996. a producent je Ross Robinson.

## Popis pjesama
1. "Twist"
2. "Chi"
3. "Lost"
4. "Swallow"
5. "Porno Creep"
6. "Good God"
7. "Mr. Rogers"
8. "K@#Ø%!"
9. "No Place To Hide"
10. "Wicked"
11. "A.D.I.D.A.S."
12. "Lowrider"
13. "Ass Itch"
14. "Kill You"